# یواس‌اس کلمباین (۱۸۶۲)
یواس‌اس کلمباین (۱۸۶۲) (به انگلیسی: USS Columbine (1862)) یک کشتی بود که طول آن ۱۱۷ فوت (۳۶ متر) بود. این کشتی در سال ۱۸۵۰ ساخته شد.